# Orsys
Ne doit pas être confondu avec ORSYP.
Orsys (ORganisation et SYStème, stylisé ORSYS) est une entreprise française spécialisée dans la formation professionnelle continue.

## Histoire
En 1976, Denis Levy Willard fonde l'entreprise Orsys. Celle-ci se développe, dès l'année, suivante sous l'impulsion du consultant en informatique James Martin,.
En 2006, elle revendique la formation de 15 000 salariés, ils étaient moins de 8 000 en 1999.
À l'instar de l'ensemble des acteurs du secteur, Orsys a connu des difficultés durant la crise sanitaire de la covid-19 et s'est adaptée en proposant des formations en distanciel. Dans le même temps, elle connait un changement d'actionnaires minoritaires.

## Organisation

### Direction
Depuis la création de l'entreprise en 1976, Denis Levy Willard est à la direction de l'entreprise.

### Effectifs
L'effectif de l'entreprise repose majoritairement sur les formateurs. En 2011, Orsys compte une centaine de salariés pour 650 formateurs extérieurs, contre 55 salariés et 300 intervenants en 2007,. En 2016, ils sont plus d'un millier de formateurs, alors qu'en 2023 il y a 367 salariés et plus de 2 000 membres formateurs,.

### Implantations
L'entreprise de formations est implantée en France, Belgique, Espagne mais également en Suisse et au Luxembourg,.

## Modèle économique
Le chiffre d'affaires Orsys progresse de manière constante depuis 2005 sur la base d'une croissance interne. Il atteint le montant de 72 millions d'euros en 2019. En 2023, son chiffre d'affaires est légèrement supérieur à 90 millions d'euros,.
À l'origine, le modèle économique de l'entreprise repose sur des séminaires. Elle se concentre, ensuite, dans l'organisation de stages pratiques. Cette activité représente 73% de son chiffre d'affaires en 2007, puis progresse à 85% l'année suivante,.
En outre, si Orsys est spécialisée dans l'organisation de formations en informatique et télécommunications, à partir de 2006 elle entame sa diversification dans le management, la gestion et le développement personnel,,,. Elle s'étend, à partir de 2015, à la cybersécurité et intègre en 2020 le CyberRange d'Airbus CyberSecurity dans son offre de services,. En 2022, Orsys expérimente la formation initiale.
Les avancées législatives ainsi que le dynamisme du marché ont profité, depuis la fin des années 2000, aux « géants de la formation » tels que Cegos, Demos et dans une certaine mesure à Orsys,.

### Actionnariat
EPF Partners entre dans l'actionnariat d'Orsys en 2005 en faisant l'acquisition de 45% des parts pour un montant non-dévoilé. EPF quitte l'actionnariat de l'entreprise en deux actions en 2011 et 2014,,.
Deux ans plus tard en 2016, Capzanine s'inscrit au capital de l'entreprise avec 37% de parts,.
Un troisième cycle s'engage en 2021 où Azulis Capital et BNP Paribas remplacent Capza pour une part quasiment équivalente dans l'actionnariat.